# Campeonato de Primera D 1987-88
El Campeonato de Primera D 1987-88 fue la trigésima octava edición del torneo. Se disputó desde el 9 de mayo de 1987 hasta el 3 de abril de 1988.
Los nuevos participantes fueron Deportivo Riestra y Villa San Carlos, descendidos de la Primera C. El torneo estuvo conformado por 20 equipos, que jugaron un torneo largo de 38 fechas.
El campeón fue Lugano. De esta manera, obtuvo el ascenso a la Primera C. Asimismo, el ganador del Torneo reducido fue Justo José de Urquiza, que obtuvo el segundo ascenso.
Por último, el torneo determinó la desafiliación por una temporada de Central Ballester y Victoriano Arenas, últimos en la tabla de promedios.

## Ascensos y descensos
| Promedio | Desafiliados de la Primera D 1986-87 |
| -------- | ------------------------------------ |
| 21.º     | Sportivo Barracas                    |
| 22.º     | Ferrocarril Urquiza                  |

| Reafiliados |
| ----------- |
| No hubo     |

| Posición  | Ascendidos a la Primera C 1987-88 |
| --------- | --------------------------------- |
| Campeón   | Muñiz                             |
| Gan. red. | Brown de Adrogué                  |

| Promedio | Descendidos de la Primera C 1986-87 |
| -------- | ----------------------------------- |
| 19.º     | Villa San Carlos                    |
| 20.º     | Deportivo Riestra                   |

- De esta manera el número de participantes se redujo a 20 equipos.

## Equipos participantes
| Equipo                | Ciudad            | Estadio                                                                                    | Capacidad |
| --------------------- | ----------------- | ------------------------------------------------------------------------------------------ | --------- |
| Acassuso              | Boulogne          | La Quema                                                                                   | 800       |
| Atlas                 | General Rodríguez | Ricardo Puga                                                                               | 2500      |
| Barracas Central      | Buenos Aires      | Claudio Fabián Tapia                                                                       | 4400      |
| Cañuelas              | Cañuelas          |                                                                                            |           |
| Central Ballester     | José León Suárez  | Estadio De La Cárcova (José León Suárez), Monumental de Villa Lynch y Claudio Chiqui Tapia |           |
| Centro Español        | Haedo             | Ricardo Puga                                                                               | 2500      |
| Deportivo Paraguayo   | Buenos Aires      | José María Moraños                                                                         | 1500      |
| Deportivo Riestra     | Buenos Aires      | Barracas Central                                                                           | 4400      |
| Fénix                 | Buenos Aires      | La Quema                                                                                   | 800       |
| General Lamadrid      | Buenos Aires      | Enrique Sexto                                                                              | 3500      |
| Justo José de Urquiza | Loma Hermosa      | Franco Muggeri                                                                             | 3200      |
| Juventud Unida        | San Miguel        | Franco Muggeri                                                                             | 3200      |
| Lugano                | Tapiales          | José María Moraños                                                                         | 1500      |
| Midland               | Libertad          | Ciudad de Libertad                                                                         | 4000      |
| Puerto Italiano       | Campana           | Municipal de Campana                                                                       | 500       |
| Sacachispas           | Buenos Aires      | Roberto Larrosa                                                                            | 4000      |
| San Martín            | Burzaco           | Francisco Boga                                                                             | 5000      |
| Victoriano Arenas     | Valentín Alsina   | Saturnino Moure                                                                            | 1500      |
| Villa San Carlos      | Berisso           | Genacio Sálice                                                                             | 4000      |
| Yupanqui              | Buenos Aires      | Roberto Larrosa                                                                            | 4000      |

| 1. 2. 3. 4. 5. 6. |

### Distribución geográfica de los equipos
| Región                                   | Cant. | Equipos |
| ---------------------------------------- | ----- | --- |
| Conurbano bonaerense                     | 9     | Acassuso, Central Ballester, Centro Español, Justo José de Urquiza, Juventud Unida, Lugano, Midland, San Martín (B) y Victoriano Arenas |
| Ciudad de Buenos Aires                   | 7     | Barracas Central, Deportivo Paraguayo, Deportivo Riestra, Fénix, General Lamadrid, Sacachispas, y Yupanqui                              |
| Interior de la provincia de Buenos Aires | 3     | Atlas, Cañuelas y Puerto Italiano |
| Gran La Plata                            | 1     | Villa San Carlos |

## Formato

### Competición
Se disputó un torneo por el sistema de todos contra todos a dos ruedas.

### Ascensos
El campeón ascendió directamente a la Primera C. Los equipos ubicados del segundo al quinto puesto participaron en un Torneo reducido, disputado por eliminación directa a dos partidos. El ganador obtuvo el segundo ascenso.

### Descensos
Los dos equipos con peor promedio fueron suspendidos en su afiliación por un año.

## Tabla de posiciones final
| Pos. | Equipo              | Pts. | PJ | PG | PE | PP | GF | GC  | Dif. |
| ---- | ------------------- | ---- | -- | -- | -- | -- | -- | --- | ---- |
| 01.º | Lugano              | 55   | 38 | 20 | 15 | 3  | 69 | 38  | 31   |
| 02.º | Puerto Italiano     | 54   | 38 | 22 | 10 | 6  | 61 | 33  | 28   |
| 03.º | San Martín (B)      | 51   | 38 | 20 | 11 | 7  | 64 | 39  | 25   |
| 04.º | J.J. de Urquiza     | 50   | 38 | 22 | 6  | 10 | 89 | 54  | 35   |
| 05.º | Villa San Carlos    | 50   | 38 | 20 | 10 | 8  | 51 | 34  | 17   |
| 06.º | Barracas Central    | 45   | 38 | 16 | 13 | 9  | 64 | 31  | 33   |
| 07.º | Deportivo Paraguayo | 44   | 38 | 16 | 12 | 10 | 70 | 50  | 20   |
| 08.º | Fénix               | 43   | 38 | 17 | 9  | 12 | 64 | 46  | 18   |
| 09.º | Cañuelas            | 40   | 38 | 16 | 8  | 14 | 52 | 49  | 3    |
| 10.º | Juventud Unida      | 39   | 38 | 13 | 13 | 12 | 62 | 62  | 0    |
| 11.º | Midland             | 38   | 38 | 13 | 12 | 13 | 60 | 55  | 5    |
| 12.º | Atlas               | 37   | 38 | 12 | 13 | 13 | 54 | 59  | −5   |
| 13.º | Sacachispas         | 33   | 38 | 11 | 11 | 16 | 53 | 58  | −5   |
| 14.º | Acassuso            | 33   | 38 | 9  | 15 | 14 | 44 | 66  | −22  |
| 15.º | Deportivo Riestra   | 31   | 38 | 12 | 7  | 19 | 47 | 60  | −13  |
| 16.º | Central Ballester   | 29   | 38 | 7  | 15 | 16 | 43 | 56  | −13  |
| 17.º | Yupanqui            | 27   | 38 | 9  | 9  | 20 | 58 | 80  | −22  |
| 18.º | General Lamadrid    | 25   | 38 | 9  | 7  | 22 | 49 | 77  | −28  |
| 19.º | Centro Español      | 25   | 38 | 9  | 7  | 22 | 50 | 79  | −29  |
| 20.º | Victoriano Arenas   | 11   | 38 | 2  | 7  | 29 | 41 | 119 | −78  |

|  | Campeón.                                                |
|  | Clasificados al Torneo reducido por el segundo ascenso. |

## Torneo reducido
|  | Semifinal             | Semifinal             | Semifinal        | Semifinal        | Semifinal        |   |                       | Final                    | Final                    | Final                    | Final                    | Final                    |  |
|  | 3 al 10 de julio      | 3 al 10 de julio      | 3 al 10 de julio | 3 al 10 de julio | 3 al 10 de julio |   |                       | 30 de marzo y 3 de abril | 30 de marzo y 3 de abril | 30 de marzo y 3 de abril | 30 de marzo y 3 de abril | 30 de marzo y 3 de abril |  |
|  |                       |                       |                  |                  |                  |   |                       |                          |                          |                          |                          |                          |  |
|  |                       |                       |                  |                  |                  |   |                       |                          |                          |                          |                          |                          |  |
|  | San Martín (B)        | San Martín (B)        | 0                | 2                | 2                |   |                       |                          |                          |                          |                          |                          |  |
|  | San Martín (B)        | San Martín (B)        | 0                | 2                | 2                |   |                       |                          |                          |                          |                          |                          |  |
|  | Justo José de Urquiza | Justo José de Urquiza | 1                | 2                | 3                |   |                       |                          |                          |                          |                          |                          |  |
|  | Justo José de Urquiza | Justo José de Urquiza | 1                | 2                | 3                |   | Justo José de Urquiza | Justo José de Urquiza    | 1                        | 3                        | 4                        |                          |  |
|  |                       |                       |                  |                  |                  |   | Justo José de Urquiza | Justo José de Urquiza    | 1                        | 3                        | 4                        |                          |  |
|  |                       |                       | Villa San Carlos | Villa San Carlos | 2                | 1 | 3                     |                          |                          |                          |                          |                          |  |
|  | Puerto Italiano       | Puerto Italiano       | Villa San Carlos | Villa San Carlos | 2                | 1 | 3                     | 1                        | 1                        | 2                        |                          |                          |  |
|  | Puerto Italiano       | Puerto Italiano       |                  |                  |                  |   |                       | 1                        | 1                        | 2                        |                          |                          |  |
|  | Villa San Carlos      | Villa San Carlos      | 1                | 2                | 3                |   |                       |                          |                          |                          |                          |                          |  |
|  | Villa San Carlos      | Villa San Carlos      | 1                | 2                | 3                |   |                       |                          |                          |                          |                          |                          |  |
|  |                       |                       |                  |                  |                  |   |                       |                          |                          |                          |                          |                          |  |

## Tabla de descenso
| Pos  | Equipo              | 1986 | 1986-87 | 1987-88 | Pts | PJ | Promedio |
| ---- | ------------------- | ---- | ------- | ------- | --- | -- | -------- |
| 1.º  | Villa San Carlos    | 19   | -       | 50      | 69  | 50 | 1,380    |
| 2.º  | San Martín (B)      | 11   | 25      | 51      | 87  | 70 | 1,243    |
| 3.º  | J.J. de Urquiza     | 8    | 28      | 50      | 86  | 70 | 1,229    |
| 4.º  | Acassuso            | 14   | 32      | 33      | 79  | 70 | 1,129    |
| 5.º  | Puerto Italiano     | 7    | 18      | 54      | 79  | 70 | 1,129    |
| 6.º  | Midland             | 11   | 28      | 38      | 77  | 70 | 1,100    |
| 7.º  | Cañuelas            | 11   | 23      | 40      | 74  | 70 | 1,057    |
| 8.º  | Barracas Central    | 17   | 11      | 45      | 73  | 70 | 1,043    |
| 9.º  | Deportivo Paraguayo | 12   | 17      | 44      | 73  | 70 | 1,043    |
| 10.º | Lugano              | 4    | 13      | 55      | 72  | 70 | 1,029    |
| 11.º | Fénix               | 8    | 19      | 43      | 70  | 70 | 1,000    |
| 12.º | Juventud Unida      | 19   | 11      | 39      | 69  | 70 | 0,986    |
| 13.º | Sacachispas         | 12   | 21      | 33      | 66  | 70 | 0,943    |
| 14.º | Deportivo Riestra   | 13   | -       | 31      | 44  | 50 | 0,880    |
| 15.º | General Lamadrid    | 11   | 22      | 25      | 58  | 70 | 0,829    |
| 16.º | Atlas               | 6    | 14      | 37      | 57  | 70 | 0,814    |
| 17.º | Centro Español      | 15   | 14      | 25      | 54  | 70 | 0,771    |
| 18.º | Yupanqui            | 5    | 18      | 27      | 50  | 70 | 0,714    |
| 19.º | Central Ballester   | 12   | 6       | 29      | 47  | 70 | 0,671    |
| 20.º | Victoriano Arenas   | 4    | 18      | 11      | 33  | 70 | 0,471    |

|  | Desafiliado por una temporada. |